# كبور (شخصية خيالية)
كبور هي شخصية خيالية كوميدية يؤديها الممثل المغربي حسن الفد، ظهرت لأول مرة عام 2013 من خلال سلسلة لكوبل حيث كانت الشخصية الرئيسية في السلسلة، وسرعان ما تحول كبور إلى وجه دائم الحضور على شاشة التلفزيون المغربي كل رمضان وحققت مقاطعه نسب مشاهدة عالية في مواقع التواصل الاجتماعي. وهي شخصية رجل في الستين من عمره تمتاز بالخبث والطمع لكنها تتمتع بخفة دم وبحس كوميدي. 

## فكرة الشخصية
ترجع فكرة ابتكار الشخصية إلى الفنان حسن الفد، ظهرت لأول من خلال سلسلة لكوبل حيث شكلت الشخصية ثنائيا ناجحا رفقة شخصية الشعيبية التي كانت تؤديها الممثلة المغربية دنيا بوطازوت، وتوالت مناسبات ظهور كبور في التلفزيون المغربي بين سلسلة وآخرى وبين رمضان وآخر. وقد حاول الفنان حسن الفد تطوير الشخصية دراميا مع تكرار ظهورها حتى لا يمل منها المشاهد. أثارت الشخصية انتباه المشاهدين منذ عرض أولى حقات سلسلة لكوبل، ولعل أبرز ما جعلها تتميز عن باقي الشخصيات التي قدمتها الكوميديا المغربية من قبل هي قرب الشخصية للواقع المعاش خاصة في الريف المغربي.

## سمات الشخصية
كبور هو رجل مغربي في الستينات من عمره بدوي من الريف المغربي، يتميز بطباع متناقضة إذ من جهة هو شخصية مضحكة وتصرفتها عفوية لدرجة معينة، لكنه من جهة آخرى فهو شخصية خبيثة وماكرة تتمتع بذكاء حاد لا يستخدمه إلا عندما يعلق في المشاكل. من السمات التي تطبع شخصية كبور أيضا هي المزاجية والعصبية والتسلط الأبوي حيث لا يتوقف عن توبيخ كل من عارض أفكاره وخالفه الرأي ويظن أنه هو فقط العارف بكل أمور الحياة باعتباره عاش العديد من المغامرات والتجارب، كما يتمتع بشخصية قيادية حيث نراه يتحكم تحكما كامل في صديقه لحبيب الذي أدى دوره الممثل هيثم مفتاح في سلسلة كبور ولحبيب. كبور أيضا هو شخص طماع وجشع لا يكل ولا يمل من الجري وراء الأموال طمعا في عيش حياة الرفاهية، كما أنه لا يتوانى في استغلال الظروف دائما لمصلحته الشخصية ولا يضع أي اعتبار للآخرين. 

## الظهور
- 2013: لكوبل
- 2014: لكوبل الموسم الثاني
- 2016: كبور ولحبيب
- 2018: كبور ولحبيب الموسم الثاني
- 2021: الفد تي في
- 2022: التي را التي
- 2023: مدام السميرس
- 2024: الفد تيفي 3

## التأثير
أثرت شخصية كبور بشكل ملحوظ في المشاهدين المغاربة خاصة المستخدمين لمواقع التواصل الاجتماعي حيث انتشرت مجموعة من المقاطع يظهر فيها أصحابها وهم يقلدون كبور ويرتدون ملابسه ويتحدثون بطريقته ويرددون مقولاته، كما تم تطوير لعبة فيديو خاصة بشخصية كبور. وأكثر من ذلك فقد تخطت الشخصية شاشة التلفزيون ومواقع التواصل الاجتماعي ووصلت إلى شوارع المغرب عندما أصبح كبور هو الوجه الاعلامي الرسمي لشركة الاتصالات المغربية إنوي، فأصبحت صور كبور تعلق في اللوحات الاعلانية وعلى واجهات المحلات وفي الحافلات والمترو.